# Кудрино (Ленинградская область)
Ку́дрино — деревня в Большеврудском сельском поселении Волосовского района Ленинградской области.

## История
Впервые упоминается в Писцовой книге Водской пятины 1500 года как деревня Кудрино в Григорьевском Льешском погосте.
Затем как пустошь Kudrina Ödhe в Григорьевском погосте в шведских «Писцовых книгах Ижорской земли» 1618—1623 годов.
Деревня Кудрино обозначена на карте Санкт-Петербургской губернии Я. Ф. Шмидта 1770 года.
Согласно картам Санкт-Петербургской губернии Ф. Ф. Шуберта 1834 года и профессора С. С. Куторги 1852 года на месте деревни Кудрино находилась усадьба Помещика Гербеля.

КУДРИНО — мыза владельческая при колодце, по левую сторону Нарвского шоссе, от Ямбурга в 23 верстах, число дворов — 3, число жителей: 7 м. п., 5 ж. п. (1862 год)

На «Топографической карте частей Санкт-Петербургской и Выборгской губерний» в 1860 году на месте деревни Кудрино обозначен полумызок и ветряная мельница.
Согласно материалам по статистике народного хозяйства Ямбургского уезда 1887 года мыза Кудрино площадью 2612 десятин принадлежала генерал-лейтенанту А. Р. Гернгросу, она была приобретена до 1868 года, в мызе была своя кузница.
В конце XIX — начале XX века Кудрино административно относилось к Княжевской волости 1-го стана Ямбургского уезда Санкт-Петербургской губернии.
По данным «Памятных книжек Санкт-Петербургской губернии» за 1900 и 1905 годы мызой Кудрино с Жадовской пустошью площадью 2456 десятин, владел полковник Евгений Александрович Гернгрос.
Согласно данным переписи населения СССР 1926 года в посёлке Ново-Кудрино Гурлевского сельсовета Ястребинской волости Кингисеппского уезда проживал 41 человек, большинство эстонцы, а также ижора, финны и русские.

План деревни Кудрино. 1938 год

Согласно топографической карте 1938 года деревня Кудрино насчитывала 2 крестьянских двора. В центре деревни находилась силосная башня.
По административным данным 1966, 1973, 1990 и 1997 годов деревня Кудрино в составе Волосовского района не значилась.
Постановлением правительства Российской Федерации от 21 декабря 1999 года № 1408 «О присвоении наименований географическим объектам и переименовании географических объектов в Ленинградской, Московской, Пермской и Тамбовской областях» деревне вновь было присвоено наименование Кудрино.
В 2002 году в деревне Кудрино Каложицкой волости не было постоянного населения. 
В 2007 году в деревне Кудрино Каложицкого  СП проживал 1 человек.
В мае 2019 года деревня вошла в состав Большеврудского сельского поселения.

## География
Деревня расположена в западной части района к западу от автодороги 41К-192 (Хотыницы — Каложицы).
Расстояние до административного центра поселения — 5,5 км.

## Демография
| 1862 | 2002 | 2007 | 2010 | 2017 |
| ---- | ---- | ---- | ---- | ---- |
| 12   | ↘0   | ↗1   | ↘0   | →0   |

Согласно данным Всероссийской переписи населения 2021 года в деревне постоянного населения не было.